# Auksztocka Kolej Wąskotorowa
Auksztocka Kolej Wąskotorowa (lit. Aukštaitijos siaurasis geležinkelis, ASG) – turystyczna kolej wąskotorowa na Litwie, działająca na części linii dawnej kolei wąskotorowej, funkcjonującej na terenach Auksztoty, zbudowanej pod koniec XIX wieku. Oryginalna kolej wąskotorowa działała od 1895 do 2001 roku, a od tego czasu działa turystyczna Auksztocka Kolej Wąskotorowa na linii o długości 68,4 km z Poniewieży przez Onikszty do Rubikiai, przy czym pociągi kursują regularnie jedynie na ostatnim fragmencie trasy.

## Historia

### Kolej użytku publicznego (1891–2001)
Kolej wąskotorowa w Auksztocie powstała pod koniec XIX wieku jako kolej dojazdowa, dowożąca ładunki i pasażerów do sieci dalekobieżnej szerokotorowej kolei, z węzłową stacją w Nowych Święcianach. Litwa w tym czasie była częścią Cesarstwa Rosyjskiego. Budowę kolei o szerokości 750 mm rozpoczęto w 1891 roku, a 11 listopada 1895 roku otwarto pierwszy odcinek Nowe Święciany  – Postawy (obecnie na Białorusi). W 1898 roku połączoną z koleją Poniewież, lecz pociągi zaczęły tam kursować dopiero od jesieni 1899 roku. Kolej posiadała wówczas lokomotywownie w Nowych Święcianach (główną) i Poniewieżu, 15 parowozów, 58 wagonów osobowych, 6 wagonów pocztowych, 112 wagonów towarowych i 154 platformy. W 1903 roku przewiozła 40 632 pasażerów i 65 000 ton ładunków, głównie produktów rolnych i leśnych. Podczas I wojny światowej armia niemiecka w 1916 roku zbudowała nowe odcinki o prześwicie 600 mm, dla lepszej eksploatacji lasów podbitego terytorium.

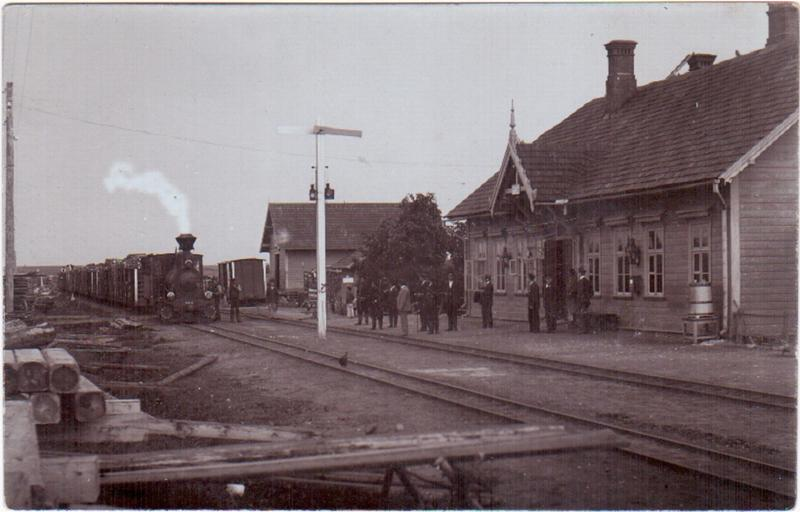
Kolej w Traszkunach w 1910

W okresie międzywojennym kolej znalazła się na terytorium niepodległej Litwy i była jedyną wąskotorową koleją na terytorium państwa. Kolej przyczyniała się do rozwoju gospodarczego, służąc do eksportu produktów rolnych. W 1921 roku linia została przedłużona do Szawli, a następnie do Birży. W 1938 roku zbudowano odcinek z Poniewieży do Johaniszkieli. Długości sieci sięgnęła ok. 215 km, a obsługiwały ją 42 parowozy. Kolej nadal funkcjonowała po aneksji Litwy przez ZSRR i za czasów republiki radzieckiej.

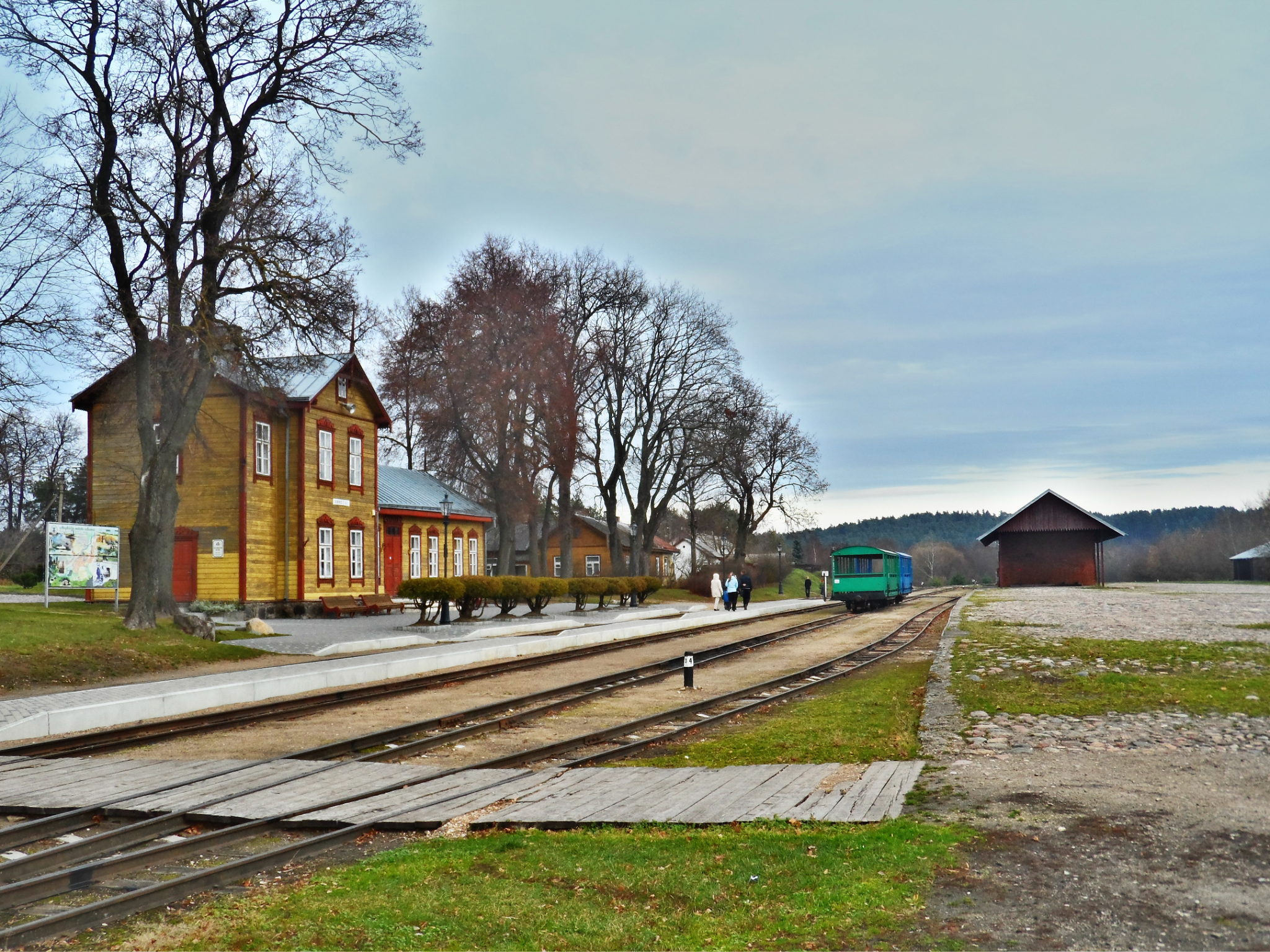
Stacja w Oniksztach

Po odzyskaniu przez Litwę niepodległości, kolej wąskotorowa została przejęta przez Koleje Litewskie (Lietuvos geležinkeliai). W 1996 roku zespół kolei wąskotorowej, obejmujący odcinki o łącznej długości 179 km (linie Poniewież – Rubikiai, Poniewież – Birże i Johaniszkiele – Linków), został wpisany przez Ministra Kultury na listę dziedzictwa kulturowego Litwy. W 1999 roku wstrzymano przewozy towarowe, zostawiając przewozy pasażerskie, a w 2001 roku rolę kolei zredukowano do turystycznej.

### Jako kolej turystyczna

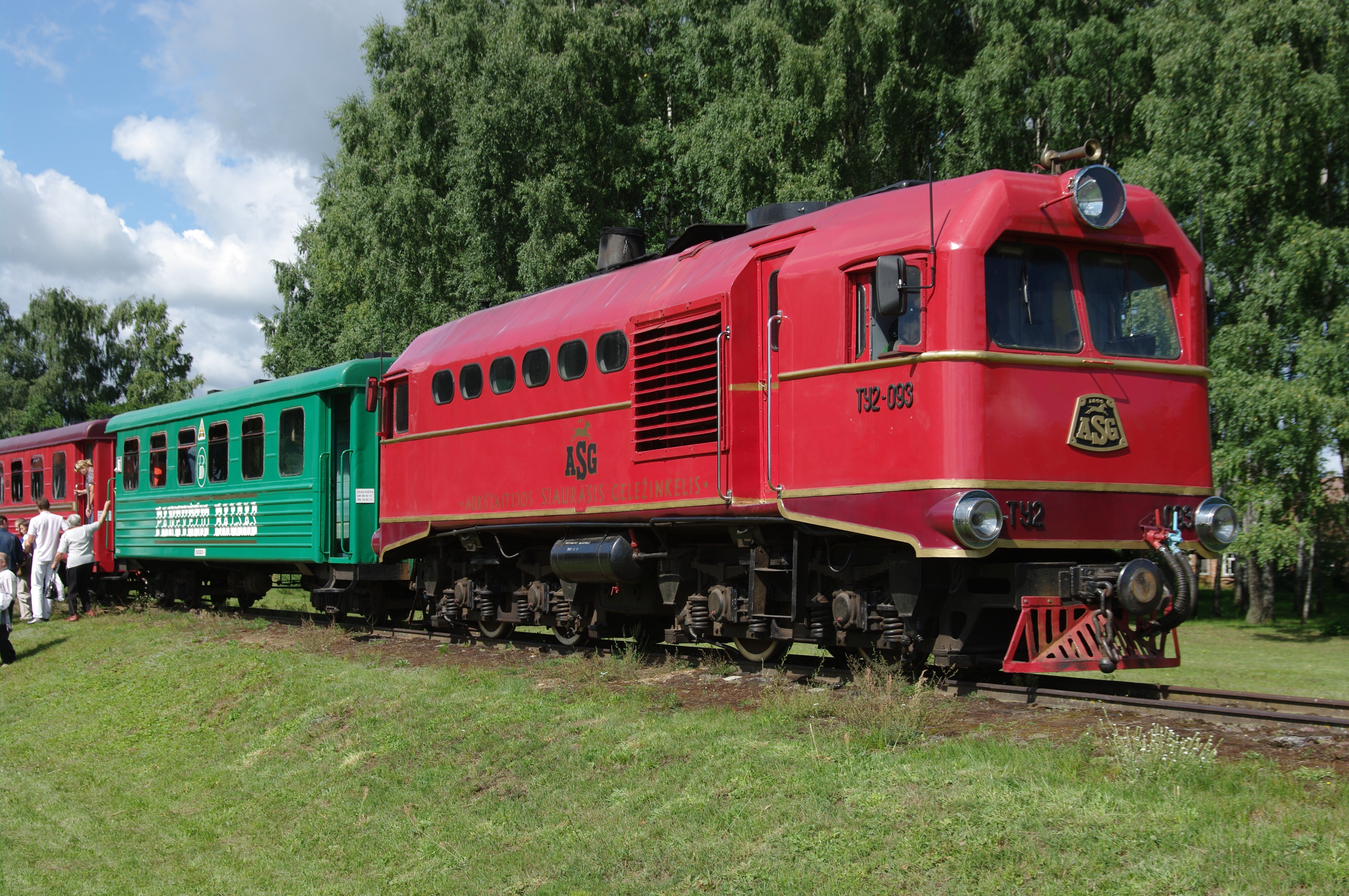
Pociąg z lokomotywą TU2 w Rubikiai

9 lipca 2001 roku została powołana instytucja publiczna Auksztocka Kolej Wąskotorowa (Aukštaitijos siaurasis geležinkelis), z udziałem Ministerstwa Transportu, Ministerstwa Kultury i władz lokalnych. Pozostał czynny odcinek kolei wąskotorowej Poniewież (Panevėžys) – Rubikiai o długości 68,4 km, przebiegający przez Taruškos, Rekstino miškas, Bajoriškiai, Raguvėlė, Surdegis, Vašuokėnai, Traszkuny (Troškūnai), Pagojus, Onikszty (Anykščiai), Žažumbris, Bičionys. 9 października 2003 roku część infrastruktury związaną z odcinkiem kolei wąskotorowej Poniewież – Rubikiai uznano za pomniki kultury. W kolejnych latach z uwagi na problemy finansowe kolej musiała być wspierana przez państwo. W 2022 roku kolej przewiozła 29 093 pasażerów.
Kolei od maja do października prowadzi regularne kursy w soboty i niedziele z Onikszt nad jezioro w Rubikiai i z powrotem, trwające od godziny 11 do 14.40, w tym jazda w jednym kierunku zajmuje 50 minut. Pociągi na całej trasie lub jej częściach organizowane są na zamówienie. Prowadzone są też pociągi specjalne, w tym w okresie świąt Bożego Narodzenia z Poniewieży i Onikszt do świątecznego miasteczka w Surdegis. W ofercie są też krótkie wycieczki z Onikszt i Poniewieży.